# Ок-Хилл (Алабама)
Ок-Хилл (англ. Oak Hill) — малый город (с 1938 года) в США, в округе Уилкокс штата Алабама, по переписи 2020 года — самый маленький по численности населения город штата.

## Инфраструктура
Городок расположен на пересечении автодорог AL10 и AL21, расстояние до центра округа, города Камден, составляет 14 км. Имеются почтовое отделение, продовольственный магазин, АЗС, антикварный магазин и церковь одной из пресвитерианских деноминаций с кладбищем.

## Население
| 1940 | 1950 | 1960 | 1970 | 1980 | 1990 | 2000 | 2010 | 2020 |
| ---- | ---- | ---- | ---- | ---- | ---- | ---- | ---- | ---- |
| 159  | ↘123 | ↘116 | ↘86  | ↘63  | ↘28  | ↗37  | ↘26  | ↘14  |

По переписи 2020 года в Ок-Хилле проживало 14 человек, из них 7 белых, 6 афроамериканцев и 1 человек другой расы.